# 롬바르디스 피자

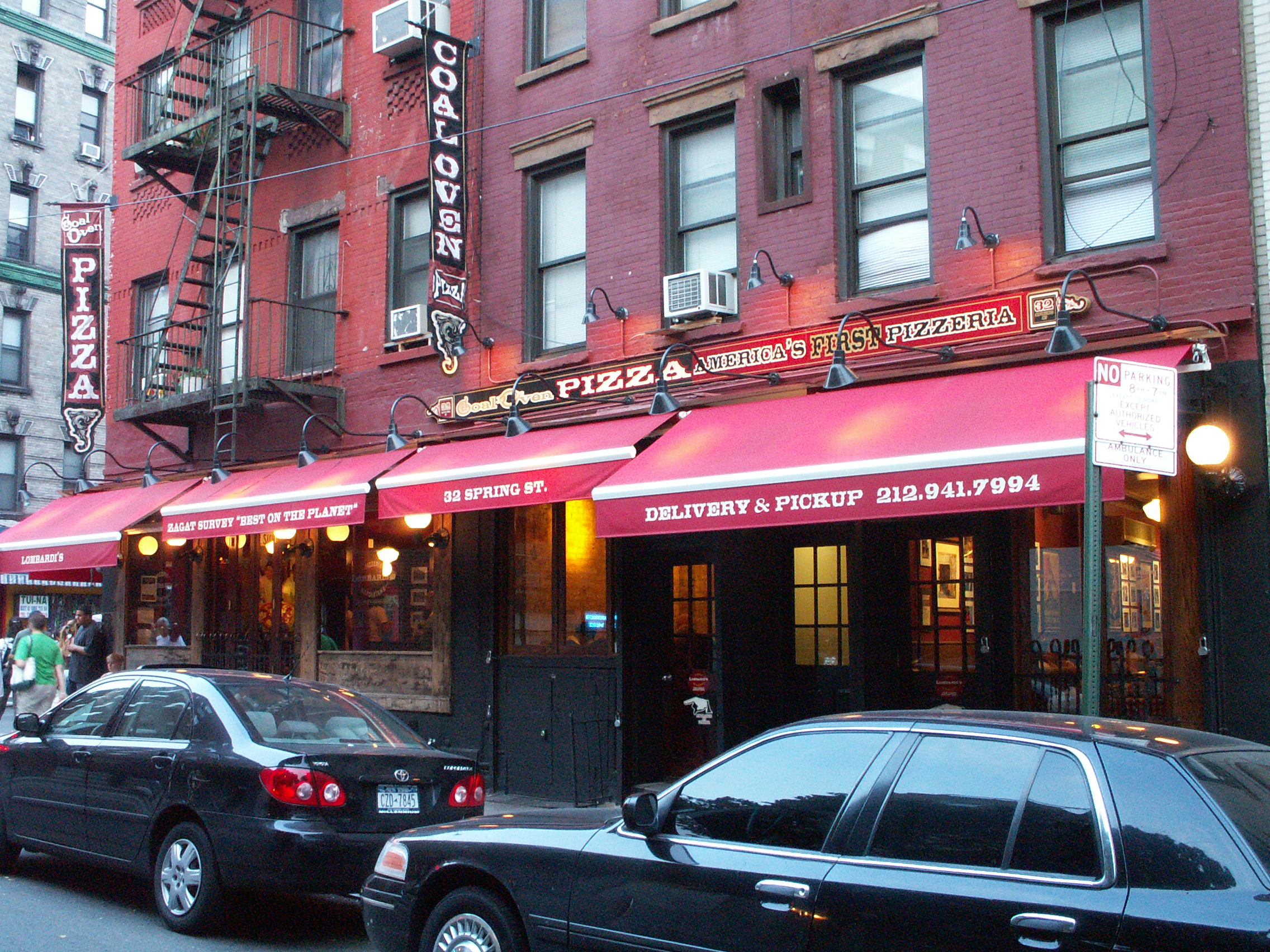
롬바르디스 피자 가게

롬바르디스 피자(Lombardi's Pizza)는 뉴욕 맨해튼 리틀이털리의 피자 가게이다. 1897년 제나로 롬바르디에 의해 식료품점으로 문을 열었으며, 1905년 피자 가게로 오픈하였다. 미국 최초의 피자 가게로 알려져 있다.